# Ígor Kurashov
Ígor Valentínovich Kurashov, en ruso Игорь Валентинович Курашов (nacido el 2 de abril de 1972 en Brjansk, Rusia), es un exjugador de baloncesto profesional ruso que jugaba en la posición de pívot. Consiguió dos medallas en competiciones internacionales con Rusia.

## Equipos
- 1992-1998 CSKA Moscú
- 1998-1999 SAV Vacallo
- 1999-2000 Ural Great Perm
- 2000-2001 Petkim Aliağa
- 2001-2002 BC Keila
- 2001-2002 Near East
- 2002-2003 TTU Tallinn
- 2003-2004 Arsenal Tula
- 2004-2005 SK Tallinn
- 2005-2006 Szolnoki Olaj